# Phaeoura belua
Phaeoura belua är en fjärilsart som beskrevs av Frederick H. Rindge 1961. Phaeoura belua ingår i släktet Phaeoura och familjen mätare. Inga underarter finns listade i Catalogue of Life.